# Bandido (Automarke)
Bandido war eine spanische Automarke.

## Unternehmensgeschichte
Das Unternehmen ARS José Franqueira aus Madrid begann 1996 mit der Produktion von Automobilen. Bereits ein Jahr später endete die Produktion.

## Fahrzeuge
Das Unternehmen stellte Dreiräder her, die weitgehend den Dreirädern von JZR entsprachen, die ihrerseits den Dreirädern von Morgan ähnelten. Die Fahrzeuge hatten einen Gitterrohrrahmen. Der Motor war vorne im Fahrzeug montiert. Zum Einsatz kamen Einbaumotoren von Moto Guzzi mit 75 PS, Honda und Harley-Davidson, die überwiegend luftgekühlt waren.